# 크레프기

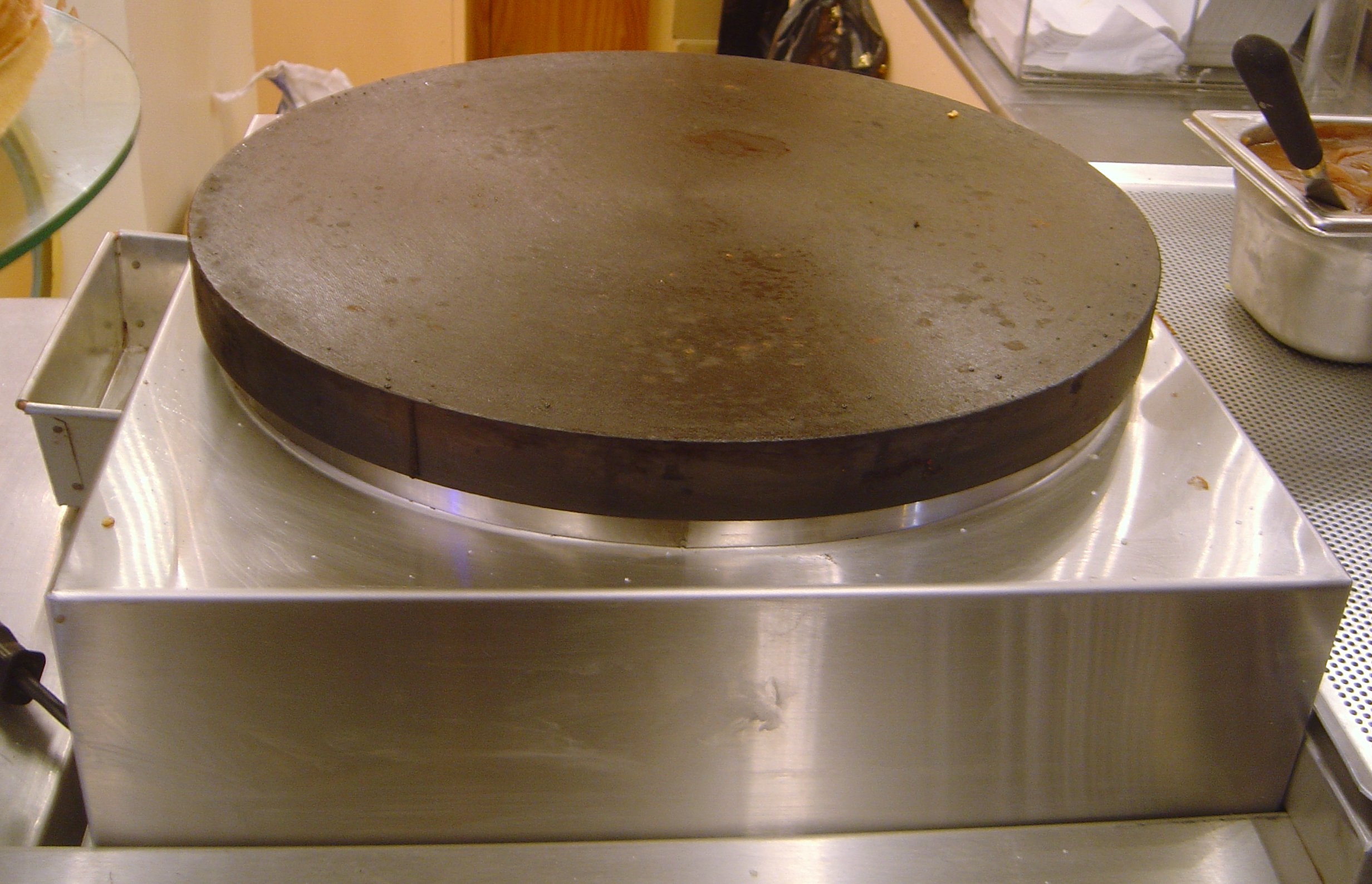
크레프기

크레프기(crêpe+器, 프랑스어: crêpière 크레피에르[*]) 또는 크레프 팬(crêpe+pan)은 크레프나 갈레트, 팬케이크, 블리니 등을 만들 때 쓰는 도구이다. 현지에서는 빌리그(프랑스어: billig, 브르타뉴어: pillig 필리크)라고도 불린다.

## 사진

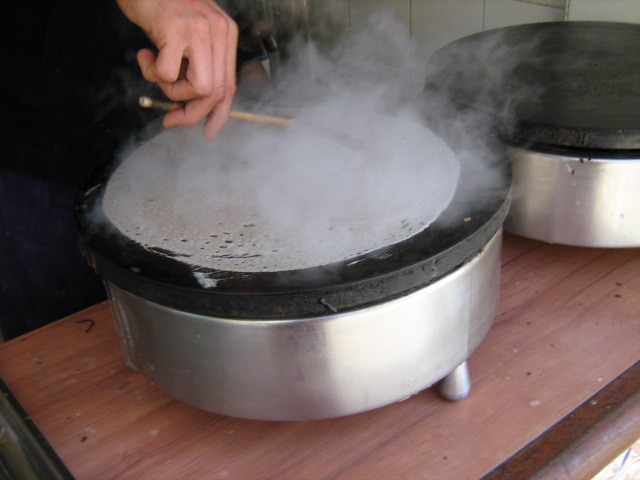
크레프기에 크레프를 만드는 모습
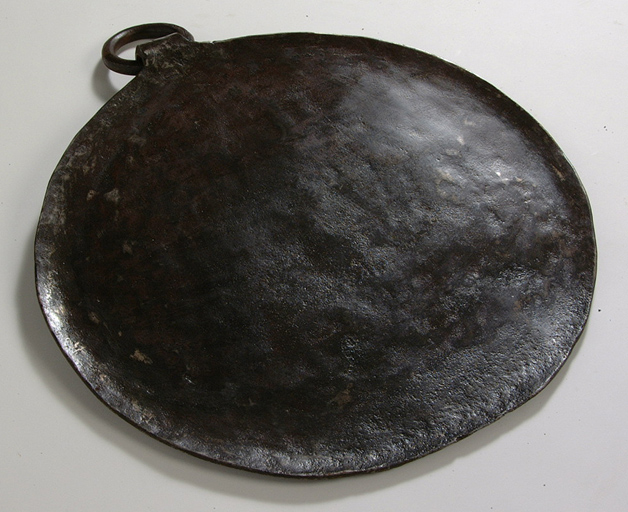
19세기 브르타뉴 크레프 팬
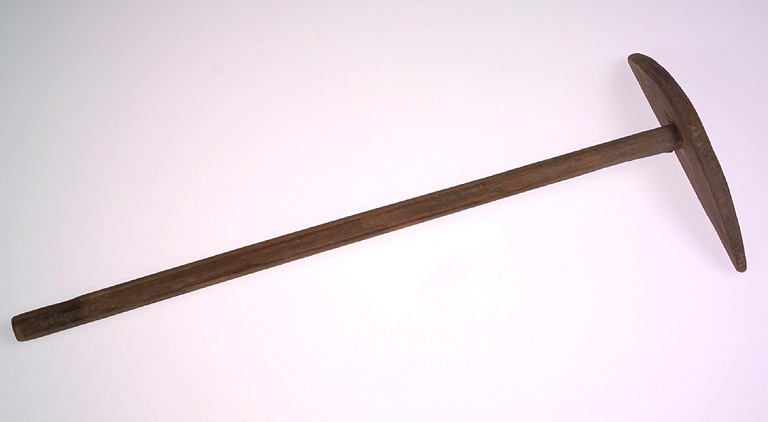
크레프 밀대

## 같이 보기
- 구이판
- 므따드
- 타바